# Star Wars: Masters of Teräs Käsi
Star Wars: Masters of Teräs Käsi est un jeu vidéo de combat développé et édité par LucasArts, sorti en 1997 sur PlayStation.

## Système de jeu
Liste des combattants
- Luke Skywalker
- Dark Vador (à débloquer)
- Han Solo
- Princesse Leia (costume alternatif : tenue d'esclave de Jabba le Hutt)
- Chewbacca
- Arden Lyn, un maître de Teräs Käsi engagé par l'Empereur
- Boba Fett
- Stormtrooper (à débloquer)
- Hoar, un Tusken
- Thok, un garde gamorréen
- Mara Jade
- Jodo Kast, un chasseur de primes mandalorien

## Accueil
- Game Informer : 6,75/10[1]
- GameSpot : 4,4/10[2]
- IGN : 4/10[3]